# Benaki Museum
Het Benaki Museum (Nieuwgrieks: Μουσείο Μπενάκη, Mouseío Benáki) is een museum in de Griekse hoofdstad Athene, opgericht in 1929 door Antonis Benakis.
Het museum herbergt een grote hoeveelheid Griekse en Aziatische kunstwerken en artefacten. 
In 1931 schonk de oprichter, de Griekse kunstverzamelaar Benakis, meer dan 37.000 islamitische  en Byzantijnse voorwerpen aan het museum. Benakis bleef actief in het museum tot aan zijn dood in 1954. Tegen de jaren 1970 waren er nog eens 9000 artefacten aan het museum geschonken, wat andere kunstverzamelaars aanspoorde hetzelfde te doen.